# فایدالی (کوزان)
فایدالی (به ترکی استانبولی: Faydalı) یک منطقهٔ مسکونی در ترکیه است که در قوزان (ترکیه) واقع شده‌است.